# Memeskia
Memeskia (surnommé La Demoiselle par les Français et Old Briton par les Anglais), né vers 1695 et mort le 21 juin 1752, est un chef amérindien de la tribu des Piankashaw, membre de la Nation des Miamis. Il combattit les Français pendant la guerre de la Conquête et fut finalement tué par eux et leurs alliés amérindiens en 1752.

## Historique
Le chef Memeskia s'opposa par la force à l'extension du commerce de la fourrure par les Français et les Canadiens-Français de la Nouvelle-France, notamment autour des Grands Lacs. Avec ses guerriers, il attaqua le Fort Miami à Kekionga défendu par les soldats et colons français et canadiens.
En 1749, Memeskia quitte le village de Kekionga pour s'établir plus à l'est, à Pickawillany, dans une région sous influence anglaise en violation du traité d'Utrecht.
En 1752, alors que la guerre de la Conquête est sur le point de débuter entre Français et Anglais, l'officier colonial français, Charles Michel de Langlade, mène un raid sur Pickawillany (actuel Piqua, dans l'Ohio). Les Français étaient alors en compétition avec les Britanniques pour le contrôle de la vallée de l'Ohio et de ses populations amérindiennes. L'officier colonial Pierre Céloron de Blainville n'avait pas réussi à convaincre les Miamis sous l'autorité de Memeskia (dit La Demoiselle) de quitter Pickawillany, qui était dans la zone d'influence britannique. Langlade fut alors envoyé à la tête d'une troupe estimée à 300 Français et amérindiens Outaouais sur Pickawillany qu'il attaqua alors que la plupart des hommes Miami étaient partis à la chasse. Les Miamis présents et les marchands anglais furent obligés de se rendre et leur chef Memeskia fut tué et mangé, rituellement, par des guerriers outaouais.